# Orthopsyllus littoralis
Orthopsyllus littoralis is een eenoogkreeftjessoort uit de familie van de Orthopsyllidae. De wetenschappelijke naam van de soort is voor het eerst geldig gepubliceerd in 1942 door Nicholls.